# Diacritique invisible bloquant
Cette page contient des caractères spéciaux ou non latins. S’ils s’affichent mal (▯, ?, etc.), consultez la page d’aide Unicode.
Pour les articles homonymes, voir CGJ.
Le diacritique invisible bloquant (en anglais Combining grapheme joiner, abrégé CGJ) est, en informatique et en typographie, un caractère sans chasse Unicode (U+034F), qui est utilisé pour indiquer qu’une séquence de caractères ne peut pas être considérée comme un seul graphème comme dans certaines langues, ou encore pour indiquer qu’une séquence de diacritiques ne doit pas être réordonnée selon l’algorithme habituel.  Son nom en anglais (combining grapheme joiner – jointeur combinant de graphème) n’est pas représentatif de sa fonction, il ne sert pas à joindre les graphèmes. Ce n’est pas non plus un caractère de contrôle en tant que tel, mais plutôt un diacritique invisible, d’où son nom en français.

## Exemples
| chaîne de caractères               | valeur                       | résultat |
| ---------------------------------- | ---------------------------- | -------- |
| c + h (U+0063 U+0068)              | digraphe ‹ ch ›              | ch       |
| c + CGJ + h (U+0063 U+034F U+0068) | lettre ‹ c › et lettre ‹ h › | c͏h       |

| chaîne de caractères initiale                                        | chaîne de caractères réordonnée                                      | résultat | image |
| -------------------------------------------------------------------- | -------------------------------------------------------------------- | -------- | ----- |
| t + ◌͡ + ◌̇ + s (U+0074 U+0361 U+0307 U+0073)                          | t + ◌̇ + ◌͡ + s (U+0074 U+0307 U+0361 U+0073)                          | ṫ͡s       |       |
| t + ◌͡ + CGJ + ◌̇ + s (U+0074 U+0361 U+034F U+0307 U+0073)             | t + ◌͡ + CGJ + ◌̇ + s (U+0074 U+0361 U+034F U+0307 U+0073)             | t͡͏̇s       |       |
| [he ה] + [metheg ◌ֽ] + [pathah ◌ַ] (U+05D4 U+05BD U+05B7)              | [he ה] + [pathah ◌ַ] + [metheg ◌ֽ] (U+05D4 U+05B7 U+05BD)              | הַֽ        |       |
| [he ה] + [metheg ◌ֽ] + CGJ + [pathah ◌ַ] (U+05D4 U+05BD U+034F U+05B7) | [he ה] + [metheg ◌ֽ] + CGJ + [pathah ◌ַ] (U+05D4 U+05BD U+034F U+05B7) | הֽ͏ַ        |       |

## Sécurité
Le diacritique invisible bloquant peut être utilisé pour l’offuscation de faux noms de domaine dans les URL ou les pourriels. Sous Windows, plusieurs fontes affichent un caractère visible à sa place, celui-ci est formé d’un carré et d’un cercle.